# Amor a la Mexicana Tour
Durante 1998 la cantante y actriz mexicana Thalía realizó el Amor a la Mexicana Tour, su tercera gira en general y cuarta internacional como solista, presentando en diversos países de Latinoamérica los temas del álbum homónimo, así como sus grandes éxitos.

## Repertorio
1. "Introducción" (contiene elementos de "Un pacto entre los dos")
2. "Mujer Latina"
3. "Rosas"
4. "Medley": (contiene elementos de "El Baile de Los Perros y Los Gatos" y Piel morena)
  1. "Fuego cruzado"
  2. "Amarillo azul"
  3. "En la intimidad"
5. "Gracias a Dios"
6. "Echa pa'lante"
7. "Noches sin luna"
8. "Quiero hacerte el amor"
9. "Viaje tiempo atrás" (Interpretada en Sudamérica)
10. "De dónde soy" (Intro: "Chika Lang (El venao))
11. "Te quiero tanto"
12. "Amándote"
13. "Juana"
14. "Medley"
  1. "María Mercedes"
  2. "Marimar"
  3. "María la del barrio"
15. "Ponle remedio"
16. "Por amor"
17. "Amor a la mexicana"
18. "Piel morena" (Hitsmakers Remix)

| Uruguay 1998, Casino Conrad |
| --- |
| 1. "Introducción": (contiene elementos de "Un Pacto entre los Dos") 2. "Medley": 1. "Fuego cruzado" 2. "Amarillo azul" 3. "En la Intimidad" 3. "Te Quiero Tanto" 4. "Noches sin luna" 5. "Quiero Hacerte el Amor" 6. "Bésame Mucho" 7. "Viaje tiempo atrás" 8. "Gracias a Dios" 9. "Amándote" 10. "Ponle Remedio" 11. "Medley": 1. "Maria Mercedes" 2. "Marimar" 3. "Maria la del Barrio" 12. "Por amor" 13. "Amor a la mexicana" 14. "Piel Morena" (Hitsmakers Remix) |

## Curiosidades
- El tema de la película de dibujos animados Anastasia, "Viaje tiempo atrás", se incluyó en algunos conciertos de Sudamérica
- En algunos conciertos de Sudamérica, Thalía presenta en la parte final del concierto un atuendo emulando un traje ceremonial prehispánico, con un gran penacho con plumas de pavo real (similar al famoso "penacho de Moctezuma", de plumas de quetzal) para interpretar el tema "Amor a la mexicana", esto como homenaje a su celebrada actuación con dicha canción en la ceremonia de entrega de las Diosas de Plata 1998.

## Fechas del Tour
| Fecha               | Ciudad              | País        | Lugar                                                               |
| ------------------- | ------------------- | ----------- | ------------------------------------------------------------------- |
| 24 de enero de 1998 | León                | México      | Palenque Feria León 98                                              |
| 30 de enero de 1998 | Punta del Este      | Uruguay     | Casino Conrad                                                       |
| 28 de marzo de 1998 | Texcoco             | México      | Palenque Feria Texcoco 98                                           |
| 15 de mayo de 1998  | Buenos Aires        | Argentina   | Estadio Luna Park                                                   |
| 16 de mayo de 1998  | Buenos Aires        | Argentina   | Estadio Luna Park                                                   |
| 17 de mayo de 1998  | Buenos Aires        | Argentina   | Estadio Luna Park                                                   |
| 19 de mayo de 1998  | Rosario             | Argentina   | Estadio Newell's Old Boys                                           |
| 29 de mayo de 1998  | Ciudad de Guatemala | Guatemala   | Tikal Futura                                                        |
| 30 de mayo de 1998  | San Salvador        | El Salvador | Gimnasio Nacional (cancelado por logística)                         |
| 31 de mayo de 1998  | San Pedro Sula      | Honduras    | Estadio Francisco Morazán (cancelado por fuerte tormenta eléctrica) |
| 19 de julio de 1998 | Asunción            | Paraguay    | Estadio Club Olimpia                                                |

- Datos: Q23035012